# Kairat Rachmetov
Kairat Kipajevič Rachmetov (kazašsky: Кайрат Кипаевич Рахметов * 1963 Almaty) je bývalý kazachstánský reprezentant a sportovní lezec žijící v Česku. První mistr Evropy v lezení na rychlost.
Od roku 2010 pracuje v české společnosti Singing Rock. Závodnímu lezení se věnoval také jeho bratr Salavat Rachmetov.

## Výkony a ocenění
- 1999: nominace na prestižní závod Rock Master v italském Arcu

### Závodní výsledky
| Arco Rock Master | Arco Rock Master |
| Rok              | 1999             |
| ---------------- | ---------------- |
| Rychlost         | 9-15             |

| Mistrovství světa | Mistrovství světa |
| Rok               | 1991              |
| ----------------- | ----------------- |
| Rychlost          | 3                 |

| Světový pohár       | Světový pohár     | Světový pohár     | Světový pohár          | Světový pohár    | Světový pohár | Světový pohár       | Světový pohár |
| Rok                 | 1991              | 1992              | 1993                   | 1994             | 1995          | 1996                | 1997          |
| ------------------- | ----------------- | ----------------- | ---------------------- | ---------------- | ------------- | ------------------- | ------------- |
| Obtížnost           | 55-57             | 67                | 36                     |                  |               |                     |               |
| jednotlivě* (x/x/x) | -,35-36,-, 21,-,- | -,-,39-42, -,-,30 | 20,36,31-32,14-17,-,53 | ,15-19,16-17,16, | ,18,59-60,    | ,42-43,23-25,23-25, | ,45-49 pha,   |
|                     |                   |                   |                        |                  |               |                     |               |
| Rychlost            | —                 | —                 | 3                      | —                | —             | —                   | —             |
| jednotlivě*         | —                 | —                 | 5,5,5                  | —                | —             | —                   | —             |
|                     |                   |                   |                        |                  |               |                     |               |
| Kombinace           | —                 | —                 | 3                      | —                | —             | —                   | —             |

- poznámka: nalevo jsou poslední závody v roce

| Mistrovství Evropy | Mistrovství Evropy |
| Rok                | 1992               |
| ------------------ | ------------------ |
| Rychlost           | 1                  |